# Moricandia moricandioides
Moricandia moricandioides là một loài thực vật có hoa trong họ Cải. Loài này được (Boiss.) Heywood mô tả khoa học đầu tiên năm 1962.